# ألان غريغوريو
ألان غريغوريو (بالبرتغالية: Allan Gregorio‏) هو فنان تشكيلي ومصور برازيلي، ولد في 7 سبتمبر 1992 في ساو باولو في البرازيل.

## وصلات خارجية
- الموقع الرسمي